# ناوكي إيشيباشي
ناوكي إيشيباشي (باليابانية: 石橋 直希) (مواليد 14 مايو 1981)، هو لاعب كرة قدم ياباني سابق كان يلعب كلاعب وسط.

## روابط خارجية
- ناوكي إيشيباشي على موقع رابطة كرة القدم اليابانية للمحترفين (اليابانية)